# Waleri Aleksanian
Waleri Aleksanian (orm. Վալերի Ալեքսանյան, ur. 4 września 1984 w Erywaniu) – ormiański piłkarz grający na pozycji prawego obrońcy.

## Kariera klubowa
Aleksanian jest wychowankiem klubu Pjunik Erywań. Do kadry pierwszego zespołu awansował w 2001 roku jako 17-latek i w tamtym sezonie zadebiutował w rozgrywkach pierwszej ligi ormiańskiej. Już w debiutanckim sezonie wywalczył z Pjunikiem tytuł mistrza Armenii, a w latach 2002-2007 jeszcze sześciokrotnie zostawał mistrzem kraju. Wraz z Pjunikiem zdobył też dwa Puchary Armenii w latach 2002 i 2004 oraz pięć Superpucharów Armenii w latach 2001, 2003, 2004, 2006 i 2007.
W połowie 2007 roku Aleksanian odszedł do innego pierwszoligowego klubu Gandzasar Kapan. Grał w nim przez półtora roku. Na początku 2010 roku wrócił do Erywania i został zawodnikiem tamtejszego Ulissu. Jego zawodnikiem był do 2011 roku.
Latem 2011 Aleksanian został piłkarzem irańskiego zespołu Sanat Naft Abadan. Zadebiutował w nim 8 sierpnia 2011 w zremisowanym 1:1 domowym meczu z Fajrem Sepasi. W sezonie 2013/2014 grał w klubie Rah Ahan Teheran, w którym zakończył karierę.
| Sezon   | Klub              | Kraj    | Rozgrywki         | Mecze | Bramki |
| ------- | ----------------- | ------- | ----------------- | ----- | ------ |
| 2001    | Pjunik Erywań     | Armenia | Bardzragujn chumb | 11    | 0      |
| 2002    | Pjunik Erywań     | Armenia | Bardzragujn chumb | 9     | 0      |
| 2003    | Pjunik Erywań     | Armenia | Bardzragujn chumb | 11    | 0      |
| 2004    | Pjunik Erywań     | Armenia | Bardzragujn chumb | 12    | 0      |
| 2005    | Pjunik Erywań     | Armenia | Bardzragujn chumb | 21    | 5      |
| 2006    | Pjunik Erywań     | Armenia | Bardzragujn chumb | 20    | 4      |
| 2007    | Pjunik Erywań     | Armenia | Bardzragujn chumb | 4     | 0      |
| 2007    | Gandzasar Kapan   | Armenia | Bardzragujn chumb | 17    | 2      |
| 2008    | Gandzasar Kapan   | Armenia | Bardzragujn chumb | 18    | 1      |
| 2009    | Gandzasar Kapan   | Armenia | Bardzragujn chumb | 24    | 0      |
| 2010    | Uliss Erywań      | Armenia | Bardzragujn chumb | 24    | 3      |
| 2011    | Uliss Erywań      | Armenia | Bardzragujn chumb | 12    | 1      |
| 2011/12 | Sanat Naft Abadan | Iran    | Iran Pro League   | 23    | 0      |
| 2012/13 | Sanat Naft Abadan | Iran    | Iran Pro League   | 27    | 1      |
| 2013/14 | Rah Ahan Teheran  | Iran    | Iran Pro League   | 2     | 0      |

## Kariera reprezentacyjna
W reprezentacji Armenii Aleksanian zadebiutował 18 lutego 2004 roku w przegranym 0:2 towarzyskim meczu z Węgrami. W swojej karierze grał już w eliminacjach do MŚ 2006 i Euro 2008, a obecnie rywalizuje z Armenią o awans do Euro 2012.